# Schloss Einstein
Schloss Einstein er en tysk TV-serie, som har været sendt med mellem 26 og 52 afsnit hvert år siden 1998, og dermed er den længstvarende børne- og ungdomsserie i Tyskland. Serien sendes fra den tyske børne- og ungdomskanal KiKA (Kinder-Kanal).

## Historie
Serien blev første gang sendt 4. september 1998 i KiKA. Fra 1998 til 2007 var rammerne den fiktive landsby Seelitz nær Potsdam. Serien er blevet optaget i Erfurt siden 2007, hvilket også er der, hvor action-optagelser har fundet sted siden episode 481.
Der sendes én sæson af Schloss Einstein hvert år. I de tidlige år (sæson 1 til sæson 9) varierede antallet af afsnit i en sæson meget mellem 32 og 76 afsnit, men de fleste skoleår i denne periode omfattede 52 afsnit. Fra den 10. til den 16. sæson indeholdt en sæson altid 52 afsnit. Siden den 17. sæson har hver sæson inkluderet 26 afsnit.
For nærværende (juni 2024) er der sendt 1.078 afsnit á 25 minutter.  I den 28. sæson 2025 er der planlagt at sende til afsnit 1.104.

## Indhold
Målgruppen for serien er unge fra 10 – 14 år.
Serien beskriver teenage-elevernes liv, indbyrdes- og familieforhold, omkring og på kostskolen Schloss Einstein, blandt andet problemer med forældrene, skole og karakterer, kærlighed og venskab. 
Afsnittene indeholder forskellige temaer, omfattende komedie, action, drama og informativ underholdning.